# Musiktotal Verlag
Der  Berliner musiktotal Verlag wurde im Jahre 2004 vom studierten Schlagzeuger, Lehrer und Autor Tom Börner gegründet und noch heute geführt.
Mit Börner's Basisbuch Schlagzeug veröffentlichte er somit sein erstes Buch im eigenen Verlag. Später kamen Publikationen bekannter Musiker hinzu, unter ihnen MIA., Jan Delay und Dani Löble. Weitere Veröffentlichungen des Verlages sind unter anderem Heinz Erhardt, Flo Dauner, Chie Ishii, Marcel Bach, Frank Siebold, Matthias Kastner, Power!Percussion, Elbtonal Percussion, Daniel Schlep, Barbara Hellmuth, Fourschlag.
2007 wurde von Tom Börner das Label musiktotal records! gegründet. Hier wurden u. a. die bisher unentdeckten Klavierkompositionen des deutschen Komikers Heinz Erhardt, sowie die Berlinhymne „Wir sind Berlin“ veröffentlicht.
Der musiktotal Verlag war später der erste Verlag, der Lern-Apps fürs Schlagzeug (DrumCoach Vol. 1–4) entwickelte und seine Bücher mit MP3-Downloads und Add-ons angeboten hat. Börners Leidenschaft zu Drums und Percussion brachte ihn 2010 zur Gründung der Firma drumcoach.de, Deutschlands erstes Downloadportal für Drums und Percussion, mit bekannten deutschen Musikern. In diesem Zusammenhang wurde 2012 die musiktotal group gegründet, in der der Verlag, das Label und drumcoach.de vereint sind.